# 넬리 보르게우드

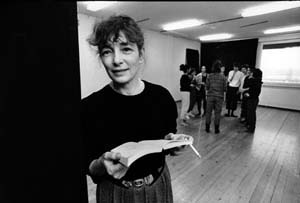

넬리 보르게우드(Nelly Borgeaud, 1931년 11월 29일 ~ 2004년 7월 14일)는 스위스의 배우이다.
제네바에서 태어났으며 크뢰즈주에서 사망하였다.

## 영화
- 기차를 타고 온 남자 (2002년)
- 성의 혼란 (2000년)
- 난 인생이 두렵지않아 (1999년)
- 정원을 건너다 (1993년)
- 고백 (1992년)
- Comédie d'été (1989)
- 내 미국 삼촌 (1980년)
- 여자들을 사랑한 남자 (1977년)
- 미시시피의 인어 (1969년)